# Jekatierina Kosjanienko
Jekatierina Wadimowna Kosjanienko, ros. Екатерина Вадимовна Косьяненко; z d. Pankowa; Панкова (ur. 2 lutego 1990 w Swierdłowsku) – rosyjska siatkarka grająca na pozycji rozgrywającej. Mistrzyni Europy 2013. 

## Życie prywatne
16 września 2013 wyszła za mąż za rosyjskiego siatkarza Aleksandra Kosjanienkę. Pochodzi z rodziny siatkarskiej. Jej tata Wadim Pankow jest trenerem Zarieczja Odincowo, a mama Marina Pankowa również była siatkarką zmarła 5 listopada 2015 roku. Jej bratem jest siatkarz Pawieł Pankow, który obecnie występuje w Dinamie Moskwa.

## Sukcesy klubowe
Puchar Rosji:
- 2007

Liga Mistrzyń:
- 2008

Mistrzostwo Rosji:
- 2008, 2010, 2016, 2017
- 2009, 2015

Puchar Challenge:
- 2014

Superpuchar Rosji:
- 2017

## Sukcesy reprezentacyjne
Mistrzostwa Świata Kadetek:
- 2007

Mistrzostwa Europy Juniorek:
- 2008

Volley Masters Montreux:
- 2013
- 2014

Letnia Uniwersjada:
- 2013

Mistrzostwa Europy:
- 2013, 2015

Grand Prix:
- 2015
- 2014

## Nagrody indywidualne
- 2013 - Najlepsza rozgrywająca Mistrzostw Europy
- 2014 - Najlepsza rozgrywająca Volley Masters Montreux